# Мелик-Исраеляны
Мелик-Исраеляны — крупный армянский феодальный род, мелики Хамсы. Владели Джрабердом, возвышающемся на скалистом полуострове в месте слияния рек Тартар и Трхи.

### Происхождение рода и история

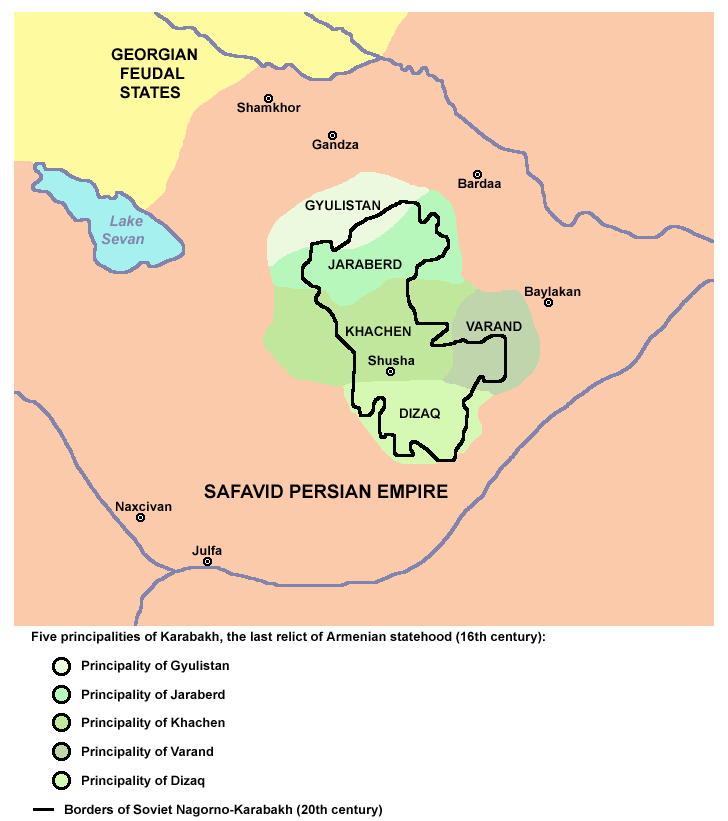
Пять армянских меликств Арцаха в XVI веке

Большинством современных историков, специализирующихся на арменистике, придерживается мнение, что все меликские династии Арцаха являются потомками ранее правивших армянских княжеских династий.
Род Мелик-Исраелян по происхождению из сюникских меликов. Первый известный представитель - Исайя, сын Исраела, живший примерно с 1687 по 1728 год, уроженец Зангезура. Их происхождение восходит к другому княжескому армянскому роду - Гасан-Джалалянам. Сами Гасан-Джалаляны были потомками Багратидов, Арцрунидов, Сюни и даже армянской ветви Аршакидов.
Из одной рукописной истории мы узнаем только, что мелик Исайя, сын мелика Исраела, за убийство главного хана Сюника, который намеревался обесчестить его сестру, в 1687 году был вынужден бежать в Арцах, взяв с собой множество своих подданных.
Войска хана преследовали его, но мелик Есаи в ущельях горы Мрав разбил их и убил семерых сыновей хана, захватив у них огромную военную добычу.
Власть меликов была наследственной: после смерти отца бразды правления и титул «мелик» переходили к старшему сыну, а другие братья назывались беками. Здесь вместо закона правили воля властителя и народные обычаи, сохранившиеся в первозданном виде. Мелики обладали неограниченной властью над своими подданными, они имели право судить, наказывать и даже приговаривать к смерти. Мелики были связаны друг с другом как политическими интересами, так и родственными отношениями, и, таким образом, все пять княжеств Хамсы вместе составляли единый целостный союз. Защищённые неприступными горами и дремучими лесами, они не позволяли ни одному мусульманину поселиться в своих владениях, и всё население Карабаха состояло только из армян, число которых было весьма значительно.Раффи, Меликства Арцаха-Хамсы
Судя по описаниям дворцов меликов, некоторые меликские дворцы действительно немногим уступали царским. Так, князь Хатам Мелик-Исраелян восстановил дворцовые постройки в местечке Кахакатехи или Майракахак, недалеко от Джрабердской крепости, и превратил их в свою резиденцию.

Майракахак

К примеру, монастырь Ерек Манкунк был воздвигнут при владетелях Джраберда, семье князей Мелик-Исраелян, конкурировавших с владетелями Хачена — семьёй Гасан-Джалалян, покровительствовавших монастырю и патриаршему престолу в Гандзасаре.

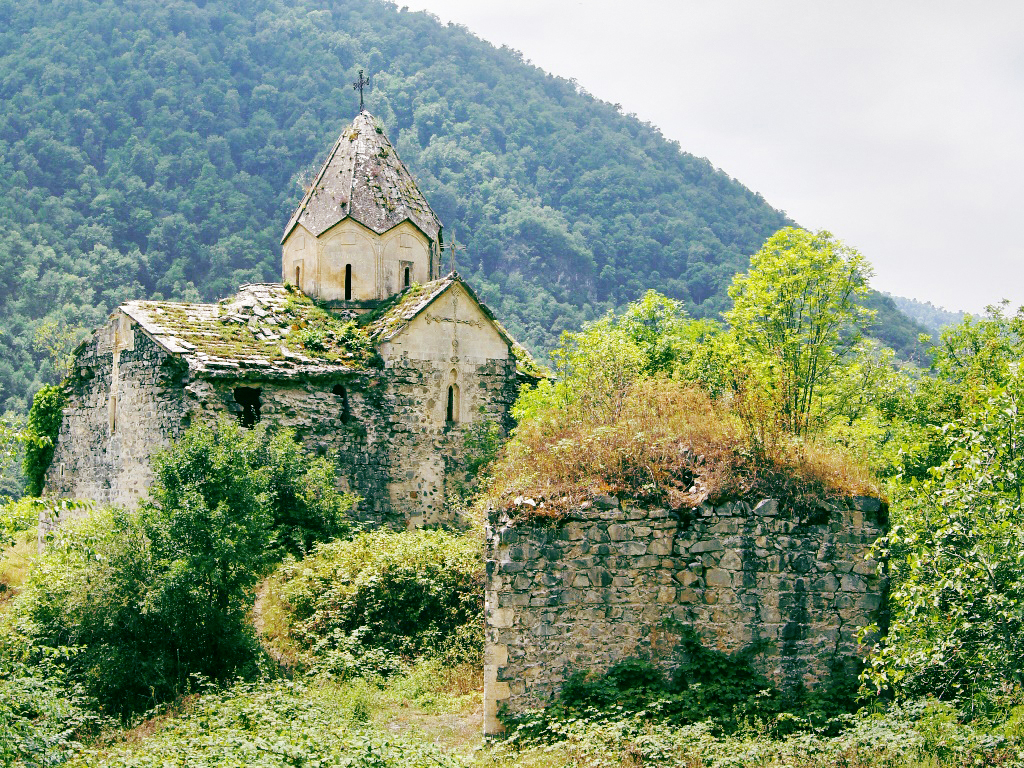
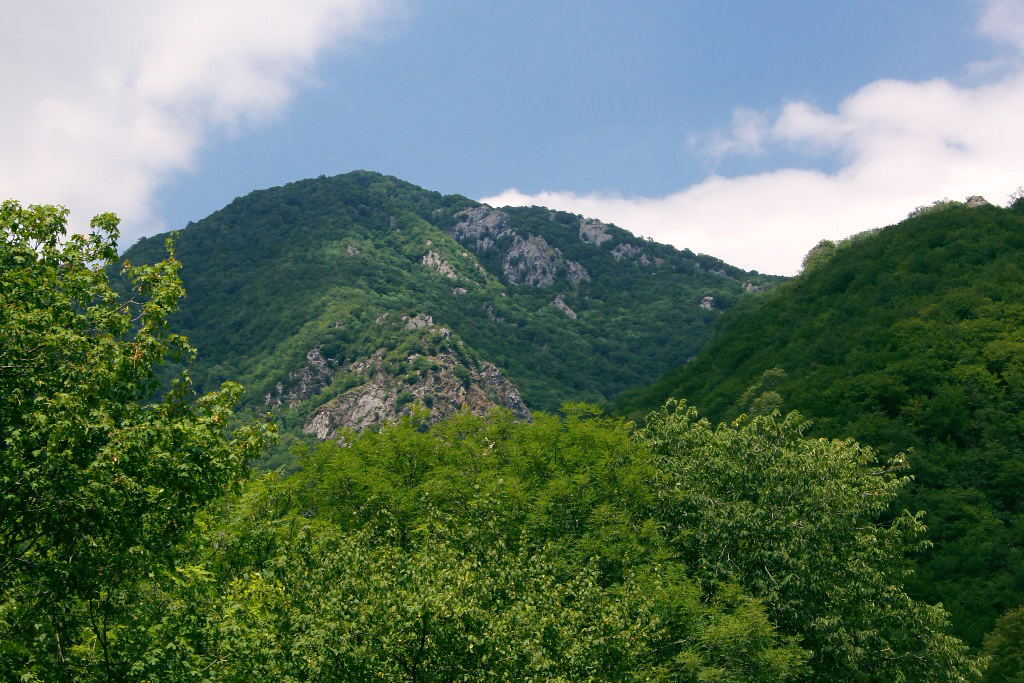
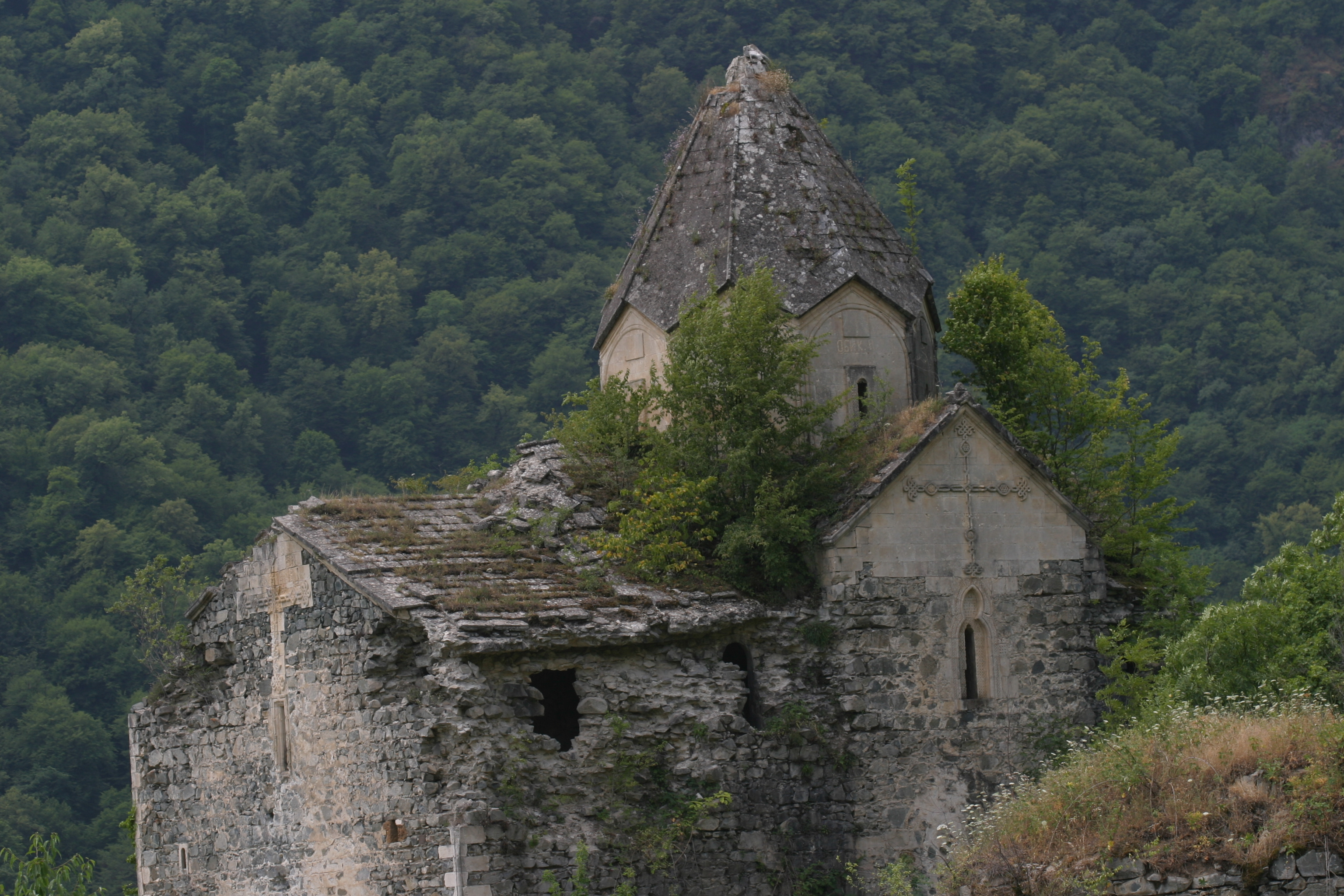
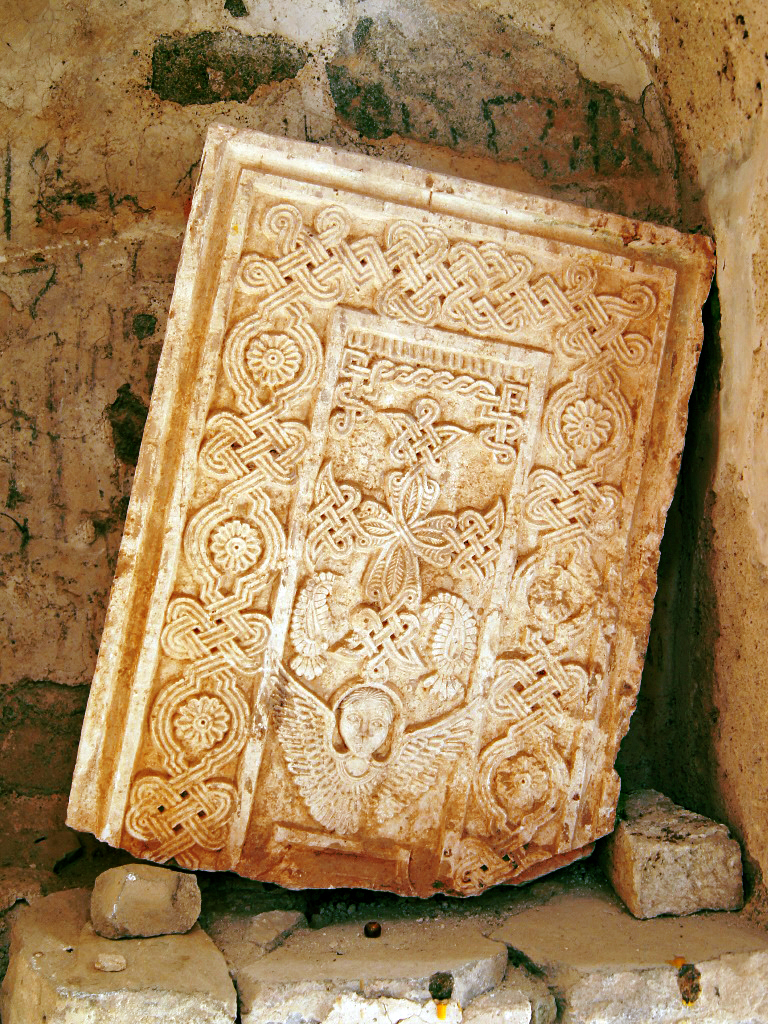
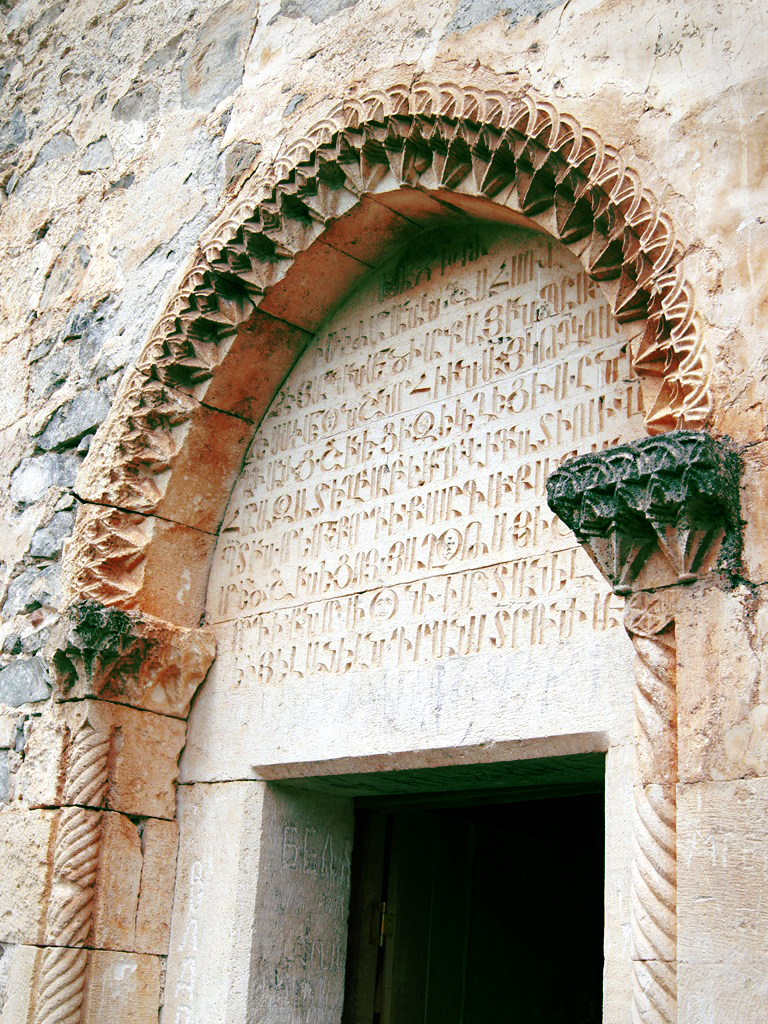
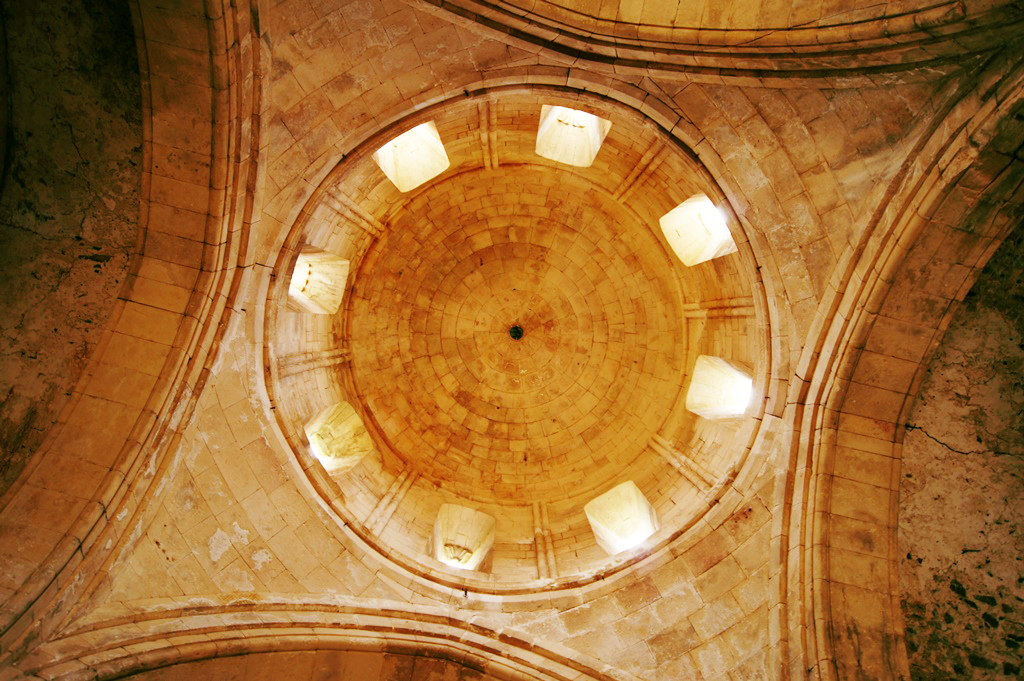
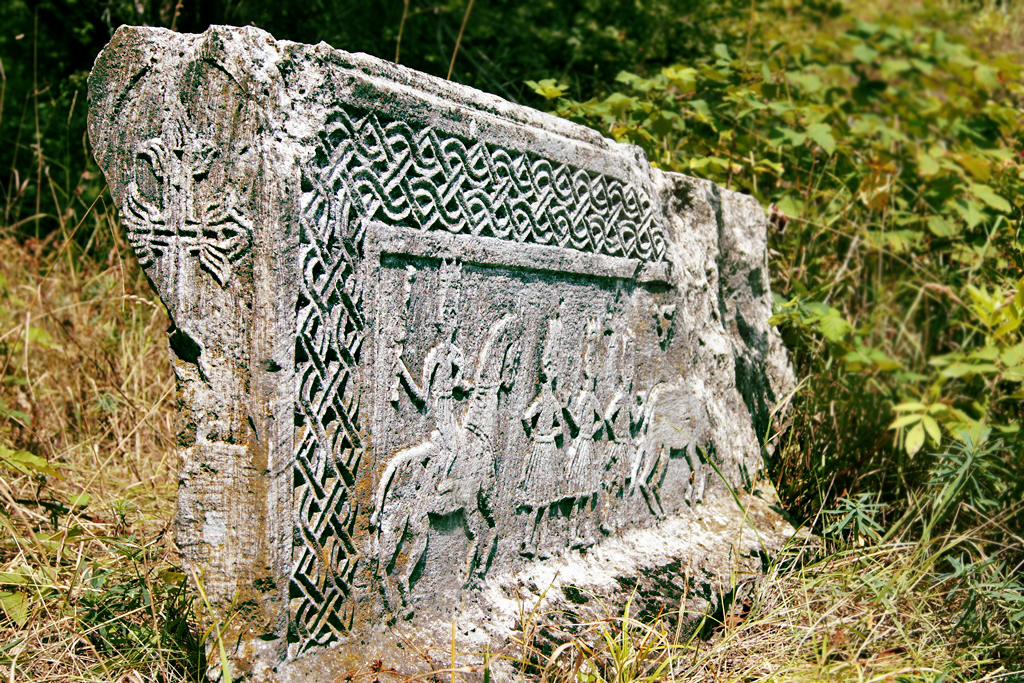

В случае нарушения норм традиционного права и фундаментальных принципов морали каким-либо меликом, остальные мелики объединялись против него и карали его со всей строгостью неписаного меликского закона. Например, когда мелик Шахназар убил своего правящего брата мелика Овсепа и таким образом незаконно захватил власть в княжестве Варанда, другие мелики - Хаченский, Джрабердский, Гюлистанский и Дизакский - объединились против него дабы привлечь его к ответственности. Собрав свои войска, они организовали карательный поход против него и осадили его крепость Аветараноц. Хотя захватить крепость и покарать самого Шахназара не удалось, но в наказание последнему меликская коалиция разграбила большую часть сел Варанды, тем самым нанеся значительный урон имуществу Шахназара. В другом случае, некто предатель из армянских меликов - Алахкули-бек - который в свое время предал меликов Арцаха, состоявших в тайной переписке с русским правительством, покрытый бесчестием, скитался по Грузии. Меликский закон был применен к нему со всей строгостью; мелики его схватили, обезглавили, а тело скрыли. У всех народов с чувством национального достоинства предательство национальных интересов всегда жестоко каралось.

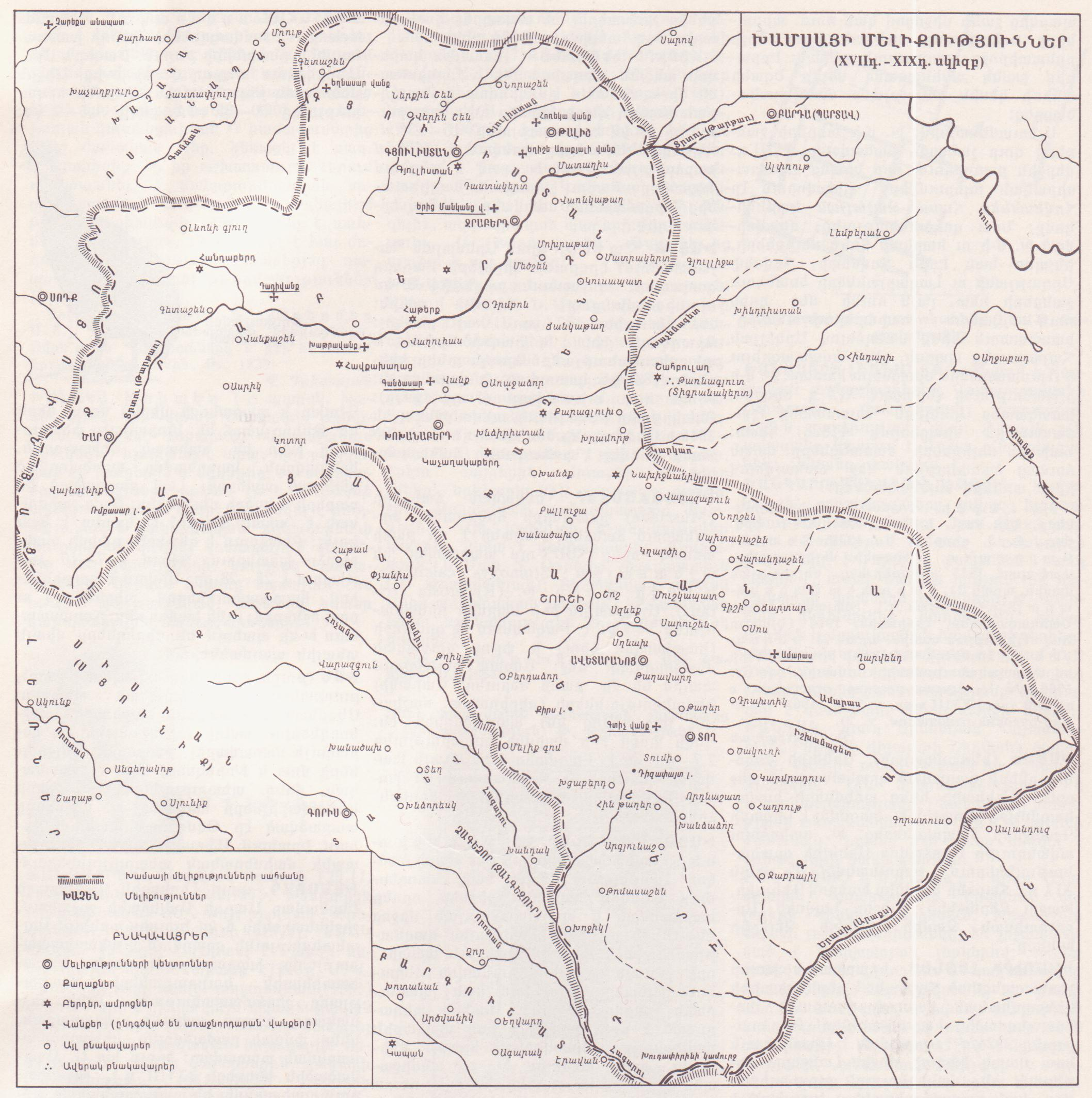
меликства Хамсы в XVII-XIX вв.

Правители Джраберда участвовали в национально-освободительной борьбе, развернувшейся в Арцахе в XVIII веке. Письмо 1721 года, адресованное российскому императору Петру I руководителями этого движения, было также подписано Меликом Исайей из Джраберда.
Преемник и брат Исайи, Аллахкули, отличился в боях против вторгшихся в Закавказье османских войск, за что был удостоен титула «Султан» от Надир-шаха Иранского. Аллахкули Султан, а также его брат мелик Хатам (Адам) сражались против могущественного Панах-хана и коварного мелика Шахназара из Варанды в конце 1740-х и 1750-х годов.
Мелик Хатам был вынужден временно покинуть Джраберд со своими подданными и поселиться в Гандзакском ханстве. Сын, сменивший мелика Хатама (умершего в 1783 г.), Мелик Меджлум, всю свою жизнь провёл за пределами Джрарбердского меликства, ища союзников и сражаясь против Ибрагим-хана, сына Панах-хана. Мелик-Меджлум в 1796 году погиб при обороне крепости Гандзак.
Мелик Хатам владел несколькими крепостями, одна из которых полностью сохранилась около селений Кусапат и Хин-Мохратах, недалеко от монастыря Инн мас. Это прекрасное строение может дать достаточное представление об архитектурном вкусе наших предков.Раффи, меликства Хамсы
При азербайджанском хане Панах Али-хане было ликвидировано самоуправление армянских меликов (правителей) Арцаха. Их место заняли беглярбеки. Этот же Панах Али-хан предательски убьет мелика Аллахкули-Султана Мелик-Исраеляна.

## Владения
После смерти мелика Исайи, ему наследуют другие братья: вначале Аллахкули-султан, затем мелик Хатам. Они, еще более усилившись, овладели Верхним Хаченом, Авкахахацем, Андабердом, Аканой и Джрабердом и значительно расширили свои владения.
Мелик Хатам для своего жительства восстановил прекрасный дворец, расположенный около развалин, называемых Кахакатехи, или Майракахак, в котором в конце двенадцатого века жил князь Хачена и Шамхора Вахрам-шах. А крепостью своей избрал неприступный Джраберд.

## Список меликов, властителей Джраберда из рода Мелик-Исраелян
1. мелик Исайя (ок. 1687-1728)
2. мелик Аллахкули, позднее станет султаном с подачи Надир-Шаха (ок. 1730 – ум. 1749)
3. мелик Хатам (ок. 1750-1783)
4. мелик Меджлум (ок. 1783-1796)

## Крепость Джраберд

Крепость Джраберд

Крепость мелика Джраберда находилась на берегу реки Тартар, возле монастыря Ерек Манкунк. По названию этой крепости весь гавар именовался Джраберд, так как крепость стоит почти у самой воды, на вершине огромной клинообразной скалы, подножье которой омывают бушующие воды рек Тартар и Трхи. Эти две реки, сливаясь друг с другом, придают крепости форму полуострова.